# ويليام إي. رايلي
ويليام إي. رايلي (بالإنجليزية: William Edward Riley)‏ هو عسكري أمريكي، ولد في 2 فبراير 1897 في منيابولس في الولايات المتحدة، وتوفي في 28 أبريل 1970 في أنابولس في الولايات المتحدة.